# Макиннес, Гэвин
Гэвин Майлз Макиннес (англ. Gavin Miles McInnes, род. 17 июля 1970, Хитчин, Хартфордшир) — британо-канадский писатель, комик, подкастер и праворадикальный политический комментатор, основатель неофашистской ультраправой мужской организации «Proud Boys», которая признана террористической группой в Канаде и Новой Зеландии.

## Биография
Гэвин Майлз Макиннес родился 17 июля 1970 года в шотландской семье Джеймса и Лорин Макиннес в городе Хитчин, графство Хартфордшир на юго-востоке Англии. Его семья эмигрировала в Канаду, когда Макиннесу было четыре года, поселившись в Оттаве, штат Онтарио. В юности он был участникам канадской панк-группы под названием «Anal Chinook». Образование Макиннес получил в средней школе графа Марча и Карлтонском университете.
В 1994 году вместе с Шейном Смитом и Сурушем Алви Макиннес стал основателем молодёжного лайфстайл-журнала «Voice of Montreal». С самого начала журнал пользовался финансовой поддержкой канадского правительства — как часть проекта по созданию рабочих мест и стимулированию трудовой инициативы. В 1996 году редакторы журнала выкупили на него права у первого издателя «Voice of Montreal», Аликс Лоран, и стали полностью независимы, после чего переименовали его в «Vice», а редакция переместилась в США. В 2001 году Макиннес переехал в Нью-Йорк, где продолжал сотрудничество с «Vice» до 2008 года, участвуя в написании статей и книг про уличную моду, музыку и секс, получив при этом прозвище «крёстный отец» хипстеров и считавшийся одним из «главных архитекторов движения хипстеров».
После ухода из журнала из-за творческих разногласий со своими партнерами, Макиннес стал известен своими крайне правыми политическими взглядами и как ультраправый провокатор. В последующие годы Макиннеса обвиняли в сексизме, расизме, исламофобии и в продвижении риторики сторонников превосходства белой расы. Он использовал расовые оскорбления против Сьюзан Райс и Джады Пинкетт-Смит, а также против палестинцев и азиатов. В своих антиисламских заявлениях он говорил, что «мусульмане глупы… и единственное, что они действительно уважают, — это насилие и жесткость», а также приравнивал ислам к фашизму. Макиннес поддержал теорию заговора о геноциде белых, утверждая, что к этому ведут аборты и иммиграция. В марте 2017 года во время поездки в Израиль он выпустил видео, в котором защищал отрицателей Холокоста, обвинял евреев в Версальском договоре и говорил, что «становится антисемитом». Израильские СМИ назвали его заявления «намеренно оскорбительной фальшивой тирадой», после чего Макиннес заявил, что его слова были вырваны из контекста.
В 2013 году Макиннес выступил автором сценария и исполнил главную роль в независимом фильме «Как быть мужиком», премьера которого состоялась на фестивале «Sundance Next Weekend». Отрывок фильма, где его персонаж объясняет сыну, как делать куннилингус, стал вирусным видео. В 2016 году Макиннес основал неофашистскую организацию «Proud Boys», которую «Southern Poverty Law Center» классифицирует как организацию «всеобщей ненависти», члены которой становились участниками стычек с представителями левых движений. 10 августа 2018 года учётная запись Макиннеса в Твиттере, а также учётная запись «Proud Boys», были навсегда заблокированы из-за их призывов к экстремизму, а позже он получил блокировки своих аккаунтов в Facebook и YouTube за «многочисленные заявления третьих лиц о нарушении авторских прав». В своем комментарии о блокировках Макиннес сказал, что он стал жертвой «лжи и пропаганды». В октябре 2018 года жители пригорода Уэстчестера в Ларчмонте, где жил Макиннес, начали кампанию «У ненависти здесь нет дома», в ходе которой этот лозунг размещался на вывесках на придомовых лужайках.
Макиннес дистанцировался от движения «Proud Boys», уйдя с поста председателя в ноябре 2018 года, заявив, что они были альтернативными правыми, пока как альтернативные правые были сосредоточены на расовых вопросах. Уже после его ухода «Proud Boys» была признана террористической группой в Канаде и Новой Зеландии. В 2019 году Макиннес запустил платформу онлайн-видео «Censored.TV», на которой транслируется его шоу «Get Off My Lawn».

## Личная жизнь
Макиннес проживает в США по грин-карте. В 2005 году он женился на публицистке Эмили Джендрисак, дочери индейской активистки Кристины Уайткроббит Джендрисак, которая называет себя либеральной демократкой. Об этнической принадлежности своих жены и детей Макиннес сказал: «Я очень ясно изложил свои взгляды на индейцев. Они мне нравятся. На самом деле они мне так нравятся, что я создал ещё троих». Маккинес имеет канадское и британское гражданство, и проживает с семьёй в Ларчмонте, штат Нью-Йорк.